# Buttorps forsars naturreservat
Buttorps forsars naturreservat är ett kommunalt naturreservat i Svenljunga kommun i Västra Götalands län.
Området är naturskyddat sedan 2018, gällande från 2022, och är 18,5 hektar stort. Reservatet ligger norr om Sexdrega och består av en forsrik åsträcka med omgivande lövskog.